# Bazyli Lupu

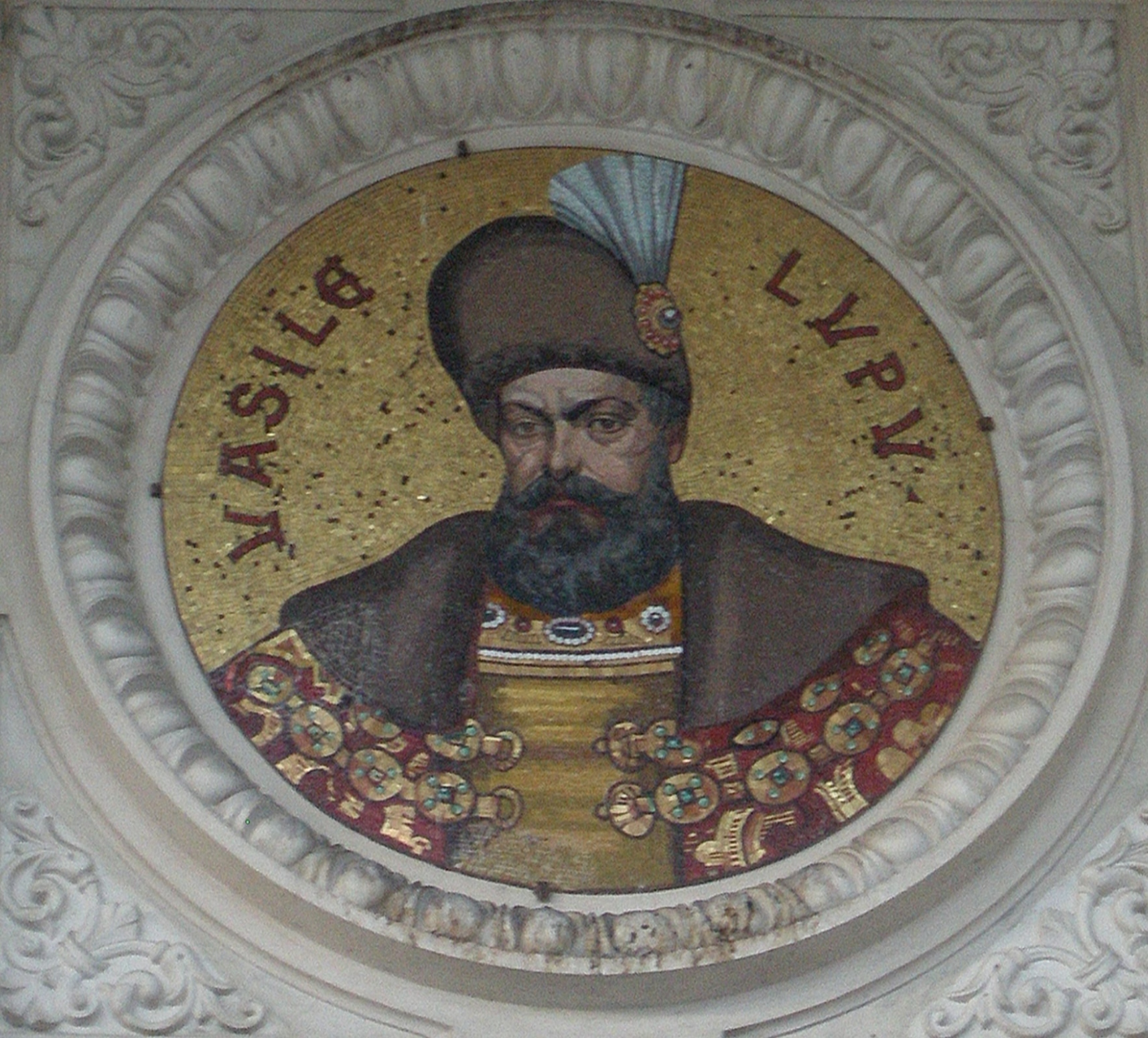
Portret Bazylego Lupu na ścianie Ateneul Român – filharmonii w Bukareszcie

Bazyli Lupu, także Bazyli Wilk (rum. Vasile Lupu; ur. 1595, zm. 1661) – hospodar Mołdawii w latach 1634–1653.

## Życiorys
Pochodził z albańskiej lub zhellenizowanej rodziny, wywodzącej się z Epiru lub Bułgarii, lecz od dawna osiadłej w księstwach rumuńskich. Na początku lat 30. XVII w. pełnił funkcję marszałka dworu hospodara Aleksandra Eliasza. Pragnąc objąć tron, wywołał rebelię przeciwko jego następcy Mironowi Barnowskiemu-Mohyle. I choć ten ostatni został stracony w Konstantynopolu (przyczyniły się do tego zapewne intrygi Lupu), rebelia została stłumiona przez następnego nominata sułtańskiego, Mojżesza Mohyłę. Bazyli musiał uciekać na Wołoszczyznę, jednak już wkrótce, wobec zdrady Mojżesza, Wysoka Porta postanowiła osadzić go na tronie.
W 1637 zagrożony sojuszem wołosko-siedmiogrodzkim najechał na Wołoszczyznę, został jednak zmuszony do odwrotu rozkazem sułtańskim. Zrodziła się wówczas nienawiść pomiędzy nim a hospodarem wołoskim Mateuszem Basarabem. Wkrótce Bazyli zawarł sojusz z Siedmiogrodem i w 1639 najechał Wołoszczyznę, próbując usunąć go z tronu. Mimo jednak początkowych sukcesów, ostatecznie został pokonany i wyparty z Wołoszczyzny. Walki jednak trwały dalej i zostały przerwane dopiero w 1644.
Wkrótce potem Mołdawię objęły swym zasięgiem plany króla polskiego Władysława IV zorganizowania wielkiej wyprawy przeciwko Turcji. W 1645 córka Bazylego Maria poślubiła hetmana Janusza Radziwiłła, wkrótce potem zawarto kilka porozumień, obejmujących także Wołoszczyznę i Siedmiogród. Plany zniweczyła jednak odmowa sejmu polskiego i wybuch w 1648 powstania kozackiego pod wodzą Bohdana Chmielnickiego.
Powstanie, które rozgrywało się tuż za granicą mołdawską, nie oszczędziło i kraju Bazylego Lupu. Początkowo Bazyli był mu niechętny, gdy jednak Kozacy i Tatarzy najechali w 1650 Mołdawię i zajęli Jassy, musiał wejść z nimi w porozumienie. Nadal utrzymywał jednak kontakty z Polską, a w 1651 wsparł polskie siły w bitwie pod Beresteczkiem. Po klęsce Polaków pod Batohem w 1652 został zmuszony do ściślejszej współpracy z Kozakami, córka Bazylego Ruxanda (Roksana) została wówczas wydana za syna Bogdana Chmielnickiego, Tymofieja.
W 1653 doszło do spisku przeciwko Bazylemu inspirowanego przez jego dawnego przeciwnika, Mateusza Basaraba. Na tron mołdawski został wprowadzony jeden z dostojników mołdawskich, Jerzy Stefan, lecz Bazyli zdołał uciec do Polski i uzyskać pomoc swego nowego zięcia. Młody Chmielnicki pokonał Jerzego Stefana i przywrócił rządy Bazylego. Sojusznicy postanowili jednak nie poprzestać na tym i wspólnie uderzyli na Wołoszczyznę, gdzie zostali pokonani przez Basaraba w bitwie pod Fintą. Kontruderzenie Mateusza Basaraba na Mołdawię ostatecznie pozbawiło Bazylego tronu: został pobity przez Wołochów i zbiegł do Kozaków, zaś Tymofiej Chmielnicki zginął w Suczawie. Bazyli później przeniósł się do Konstantynopola, gdzie został uwięziony, a po uwolnieniu nie odzyskał już tronu. Zdołał natomiast uzyskać go dla swojego syna Stefana, który panował w Mołdawii w latach 1659–1661.
Bazyli Lupu w czasach swoich rządów szczególną uwagą darzył cerkiew prawosławną, przeprowadzając wiele fundacji cerkwi i monastyrów (z monasterem Trzech Świętych Hierarchów w Jassach i jego główną cerkwią na czele). Dbał również o rozwój kultury, zakładając w Jassach wyższą szkołę z łacińskim językiem wykładowym (już w 1656 został on jednak zastąpiony greką).
Okres jego panowania zaznaczył się wzmożonym uciskiem podatkowym (wiele kosztował przepych, jakim otaczał się hospodar, jego fundacje, a także wciąż rosła wysokość haraczu płaconego imperium osmańskiemu) oraz napływem na dwór dostojników pochodzenia greckiego (choć wcześniej sam Bazyli oskarżał Aleksandra Eliasza o podobne praktyki, zyskując w ten sposób popularność wśród bojarów mołdawskich). Jednak jego zręczność i kontakty na dworze sułtańskim pozwoliły mu na wyjątkowo długie jak na ówczesne warunki panowanie, trwające niemal 20 lat.